# NGC 199
NGC 199 je galaksija u zviježđu Ribe.

## Vanjske poveznice
- SEDS: NGC 0199